# Museo di natura e archeologia
Il Museo di natura e archeologia (MUNA) (in spagnolo: Museo de Naturaleza y Arqueología; fino al 2018 Museo della natura e dell'uomo, Museo de la Naturaleza y el Hombre), inaugurato a metà degli anni novanta del secolo scorso, è un progetto espositivo che appartiene all'Organismo autonomo di musei e centri del Consiglio comunale di Tenerife la cui sede è situata nell'immobile neoclassicista che fu l'antico ospedale civile della città di Santa Cruz de Tenerife (Tenerife, Isole Canarie, Spagna). Attualmente il museo riunisce resti archeologici della preistoria tanto di Tenerife quanto del resto dell'arcipelago canario. È considerato il principale museo archeologico nelle isole Canarie e uno dei più importanti della Spagna.
Comprende il Museo archeologico di Tenerife, l'Istituto canarino di bio-antropologia ed il Museo di scienze naturali di Tenerife. Il museo è situato nel centro della città, all'interno dell'antico Ospedale Civile di Nuestra Señora de los Desamparados, edificio del 1745 che costituisce un esempio di architettura neoclassicista delle Canarie. Esso venne dichiarato bene di interesse culturale con la categoria di monumento nel 1983.
Si sottolineano soprattutto la collezione di mummie guance e ciò che riguarda il mondo funerario aborigeno, la Sala del Mondo Funerario. Il percorso del primo piano finisce con uno spazio dedicato alle incisioni rupestri nelle Canarie, nel quale sono stati installati computer per poter avere informazioni sui giacimenti esistenti. Nel museo si trovano anche alcuni idoli guanches. Il Museo della Natura e dell'Uomo è un riferimento mondiale in materia di conservazione delle mummie.
In una delle sue stanze si trovano anche 13 ceramiche egizie, una delle quali è il più antico oggetto egiziano antico in un museo spagnolo. Il museo è anche considerato come il più importante della Macaronesia.
Il museo ha anche una grande collezione di fossili di animali preistorici che abitavano le isole Canarie, come la lucertola gigante (Gallotia goliath), il ratto gigante (Canariomys bravoi) e la tartaruga gigante (Geochelone burchardi). Ci sono anche altri fossili di animali estinti che hanno vissuto altrove come fossili di trilobiti e denti di Megalodon, etc.

## Cambio di nome
Nel novembre 2018, il Museo della natura e dell'uomo ha cambiato ufficialmente il suo nome nel Museo di natura e archeologia, eliminando la parola "uomo" per renderlo più inclusivo con la società. Tuttavia, è ancora meglio conosciuto con il suo vecchio nome.

## Galleria d'immagini

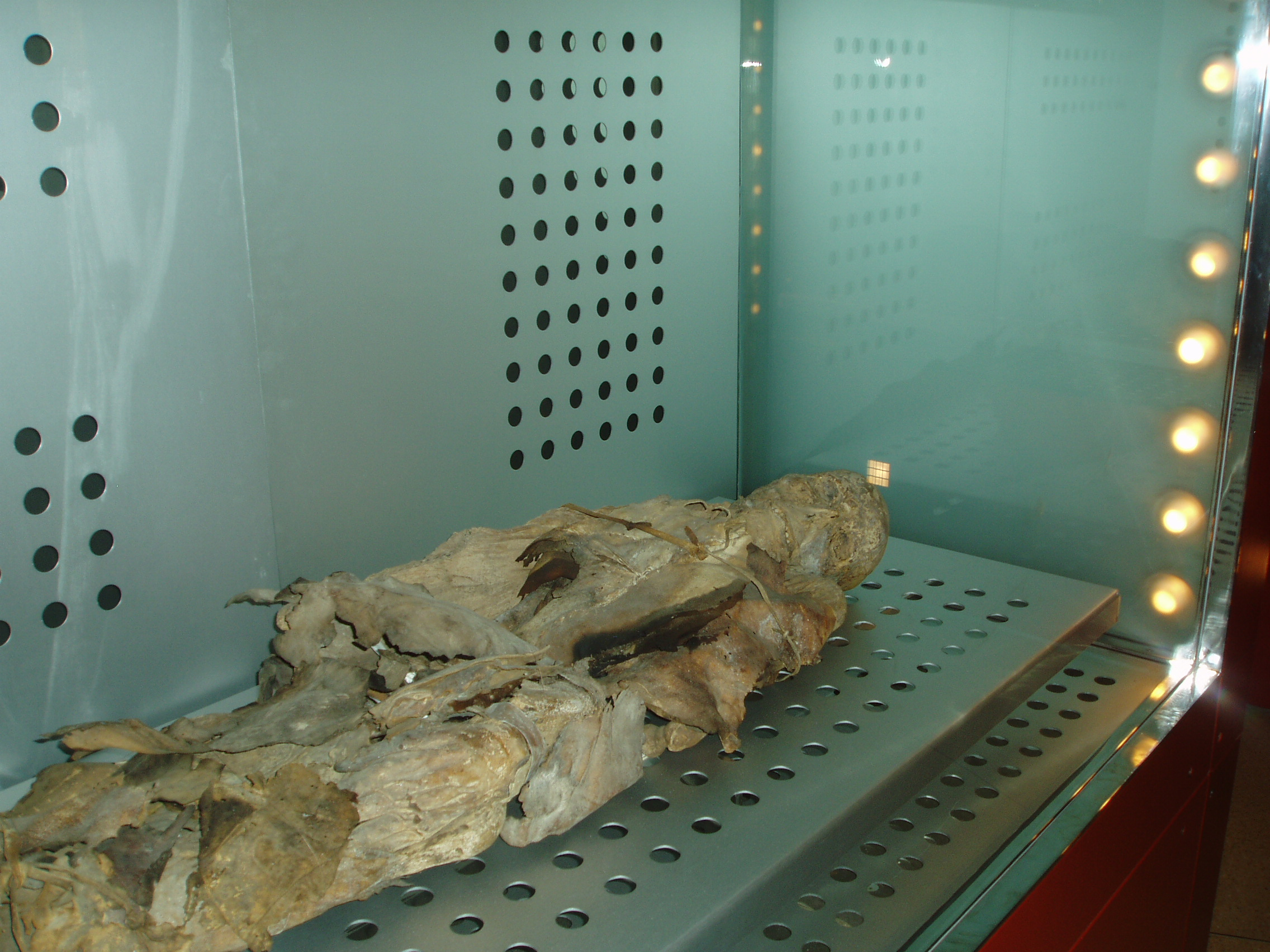
Mummia di San Andrés
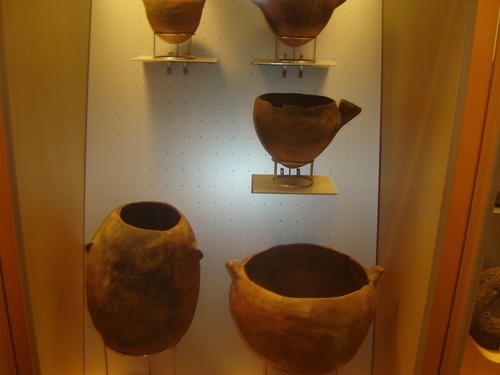
Ceramica
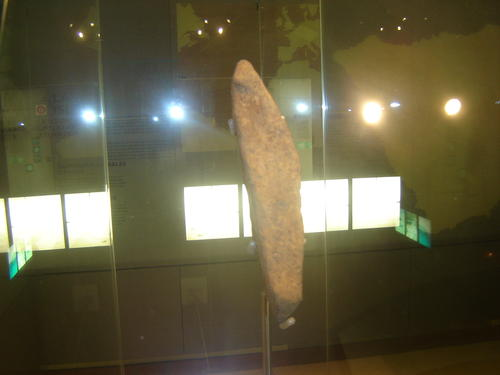
Pietra Zanata
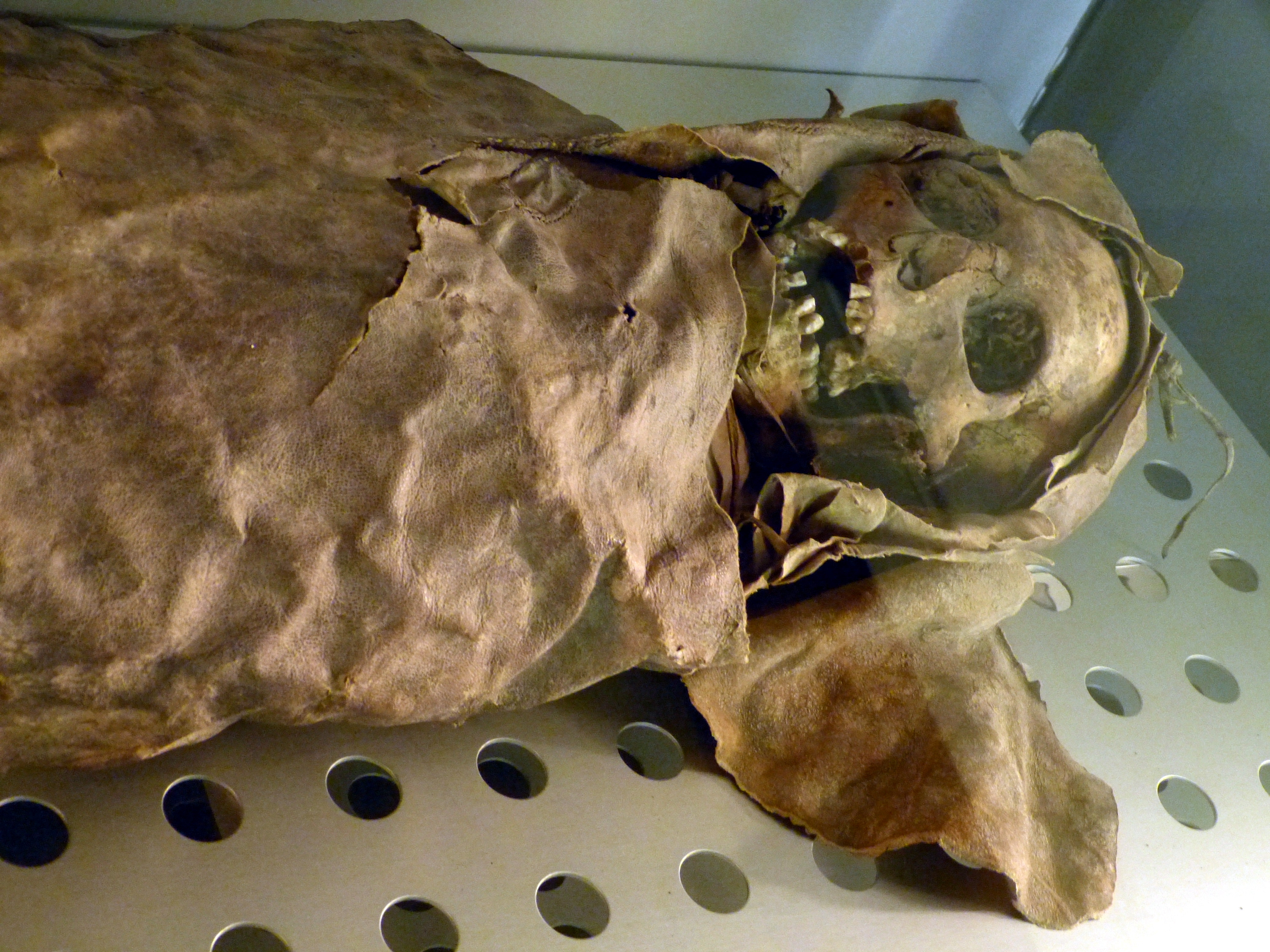
Mummia guancia
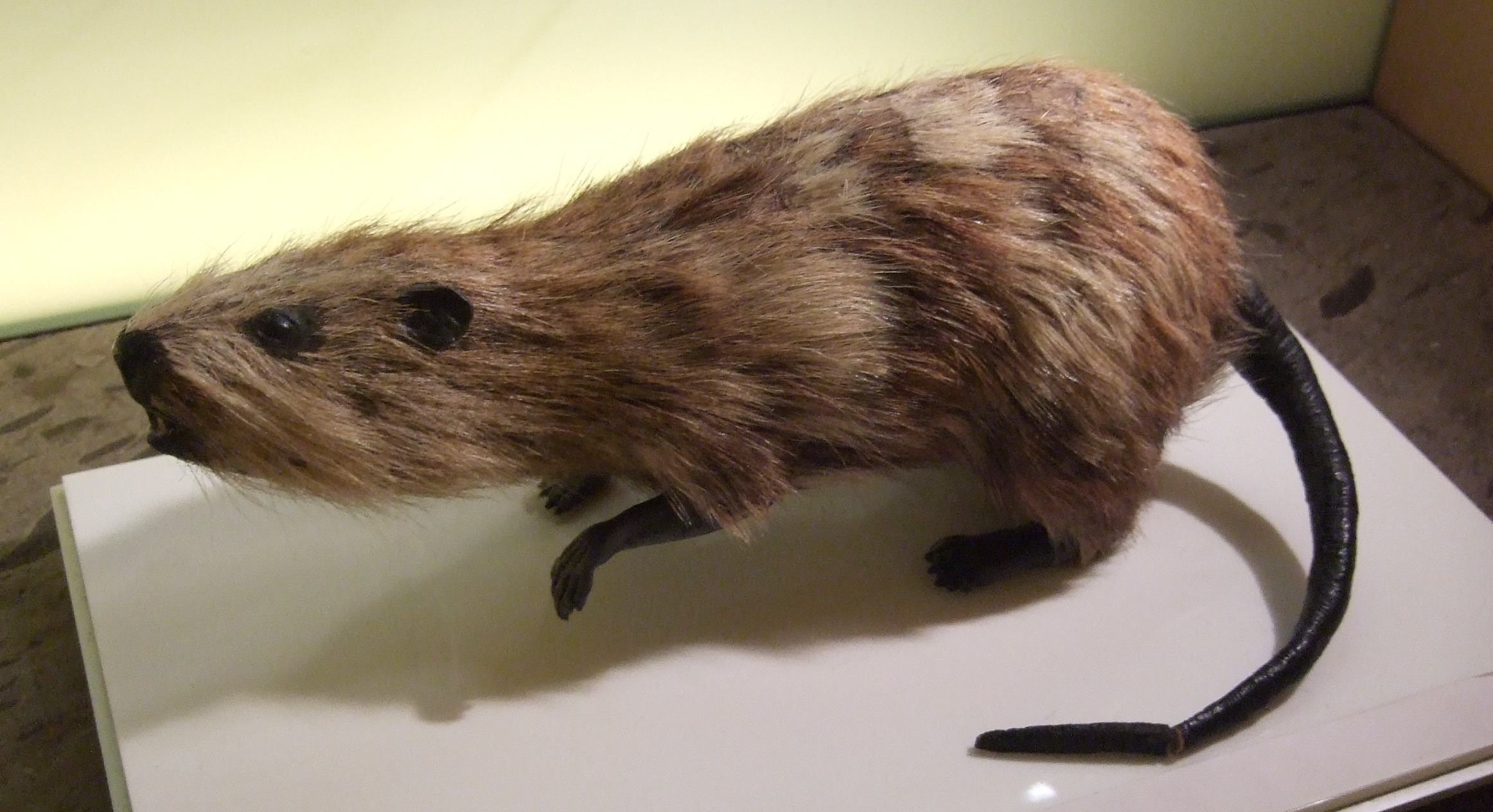
Canariomys bravoi